# Багамойо
Багамойо (суахили: Bagamoyo) е град в Източна Танзания, регион Пвани. Административен център на окръг Багамойо. През 2002 г. градът има 28 368 жители.